# のなかみのる
のなか みのる（本名：野中実、1957年9月8日 - ） は、日本の漫画家、創造学園大学准教授。岩手県二戸郡一戸町小鳥谷出身。

## 略歴
- 1973年、高校1年生のとき『コミックレター』（近代映画社出版）でデビュー。
- 1976年、ダイナミックプロに入社。永井豪のアシスタントとなる。
- 1980年、『われら中ガキ連』で第12回赤塚賞受賞。
- 1981年、『マーダーゲーム』で講談社・新人漫画賞特別入選受賞

テレビアニメや特撮番組のコミック化を多く手がけ、『電脳警察サイバーコップ』ではキャラクターデザイン初期検討案、コミカライズを担当している。

## 主な作品
- ウルトラマン対宇宙鬼（小学二年生1979年7月号別冊付録）
- 戦え!ザ☆ウルトラマン（小学二年生1979年8月号別冊付録）
- それゆけコロット
- ミラクルU坊
- 炎の超人メガロマン（原作：雁屋哲、小学二年生1979年8月号-10月号連載）
- ザ☆ウルトラマン（小学二年生1979年10月号付録）
- デビルくん
- 宇宙戦艦ヤマト 新たなる旅立ち（原作：西崎義展・松本零士、小学三年生1979年12月・80年1月号掲載）
- われら中ガキ連
- へんてこオバカー（原作：永井豪、小学一年生、1980年）
- わが青春のアルカディア 無限軌道SSX（原作：松本零士、コミックボンボン1982年2月号掲載）※単行本未収録作品
- 装甲騎兵ボトムズ（原作：高橋良輔、コミックボンボン連載）
- 宇宙刑事ギャバン（原作：八手三郎、テレビマガジン連載）
- 宇宙刑事シャイダー（原作：八手三郎、テレビマガジン連載）
- イタダキマン（TVアニメマガジン連載）
- 機甲創世記モスピーダ（TVアニメマガジン連載）
- 巨神ゴーグ（原作：安彦良和、TVアニメマガジン連載）
- 巨獣特捜ジャスピオン（原作：八手三郎、テレビマガジン連載）
- 仮面ライダーSD（原作：石ノ森章太郎、テレビランド連載）
- ブルースワット（原作：八手三郎、テレビランド連載）
- 激走戦隊カーレンジャー（原作：八手三郎、テレビランド連載）
- 銀河聖戦士伝
- 東京ゆうれいMAP
- BE-BORN
- 骨骨（こつこつ）
- ラジコンキッド（原作：神保史郎）
- エアーウルフ
- 人の体ふしぎ探検
- 電脳警察サイバーコップジュピター（コミックボンボン連載）
- 電脳警察サイバーコップ（テレビマガジン連載）
- サイバーコップ・ゼロ（キャラ通連載）
- ウルトラマン －科特隊の永き黄昏－（原作：原彰孝、脚本：須甲和彦、ウルトラマンAGE）